# Lai du cor
El Lai du Cor («Lay del corazón») es un texto breve (menos de 600 versos), escrito en Inglaterra hacia 1170-1180, por Robert Biket, en anglo-normando, es decir en el francés de oïl, que se hablaba en la Inglaterra medieval después de la conquista normanda de 1066.
En el lay (género de relato corto con tema galante) se narra una aventura que tiene lugar en la corte del Rey Arturo: un misterioso criado, enviado por el rey Mangun de Moraine (bahía escocesa, aunque el nombre en este caso es ficticio), entrega a Arturo un cuerno con propiedades mágicas: el hombre que consiga beber vino en él tendrá garantizada la fidelidad conyugal.
A pesar de los consejeros que le ruegan prudencia, el rey bebe, y acaba mojado de vino de la cabeza a los pies. La reina Ginebra intenta disculparse, pero su poco inocente discurso tiene como resultado que el rey obligue a beber a todos los caballeros de la corte y a que acaben todos empapados, con lo que se descubre que todas sus compañeras son infieles. Solo un caballero, Caradoc, y su esposa superan la prueba, y obtienen como recompensa un feudo y el propio cuerno. 
Traducido de un tema-motivo de muy antigua tradición (se encuentran ejemplos ya en las Historias de Heródoto), el Lai du Cor introduce en la literatura francesa, y a través de esta en toda la europea una historia que tendrá mucho seguimiento, y que volverá a aparecer en textos franceses, ingleses, alemanes e italianos y que culminará en el siglo XVI con el Orlando furioso de Ludovico Ariosto. Para explicar los motivos de ese éxito hay que pensar en la crítica de la corte, la burla de la fidelidad femenina, pero también de la credulidad y la estupidez masculina.
El Lai du Cor se conserva en un manuscrito único número 86 del fondo Digby de la Bodleian Library en la Universidad de Oxford.